# دم‌بادبزنی شمالی
دم‌بادبزنی شمالی (نام علمی: Rhipidura rufiventris) نام یک گونه از سرده دم‌بادبزنی است.